# Lufterfrischer
Als Lufterfrischer (auch Luftverbesserer) werden Produkte bezeichnet, die zur Beduftung von Räumen, in denen sich Menschen aufhalten, eingesetzt werden. Die Duftstoffe können dabei mit verschiedenen Systemen, die sich in ihrer Art der Freisetzung der Duftstoffe, der Duftintensität und der Wirkungsdauer unterscheiden, in der Raumluft verteilt werden.

## Geschichte

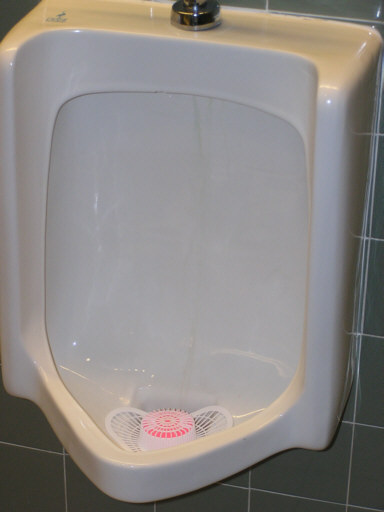
Toilettensteine basieren meistens auf Paradichlorbenzol.

Produkte zur Geruchsverbesserung wie Weihrauch und Myrrhe waren schon den alten Ägyptern und Römern bekannt. Seit Beginn des 20. Jahrhunderts fanden andere Chemikalien, z. B. Naphthalin, Campher und später auch Paradichlorbenzol Anwendung als Luftverbesserer. Diese Stoffe haben neben einer geruchsüberdeckenden auch eine leichte bakterizide und insektizide Wirkung. Aus Paradichlorbenzol und Parfümöl bestehende Toilettensteine sind auch heute noch zu finden, insbesondere in öffentlichen Toiletten. Mit zunehmender Entwicklung der Riechstoffindustrie sind derartige intensive Geruchsüberdecker weitestgehend aus privaten Haushalten verschwunden und werden meistens durch Parfümöl-Lösungsmittel-Gemische ersetzt. Die ersten modernen Lufterfrischer wurden in den frühen 1950er Jahren eingeführt und waren aus etwa 1 % Wirkstoff, 24 % Lösungsmittel und 75 % Fluorchlorkohlenwasserstoffen als Treibgas zusammengesetzt. Aufgrund ihrer schädigenden Wirkung auf die Ozonschicht wurde die Nutzung von Fluorchlorkohlenwasserstoffen in Lufterfrischern im Jahre 1987 verboten. An ihrer Stelle sind heute andere Arten von Lufterfrischern getreten, wie Duftkerzen, Duftsprays auf Basis alternativer Treibgase und Duftstecker.

## Abgrenzung zu Luftreinigern und Geruchsneutralisierern

### Luftreiniger
Während Lufterfrischer in erster Linie als Duftspender dienen, welche vorhandene Gerüche durch stärkere, als angenehm wahrgenommene Gerüche, überdecken, zielen Luftreiniger darauf, die Raumluft von anfallenden Luftschadstoffen zu befreien. Im Handel werden solche Geräte beispielsweise als NTP-Luftreinigungsgeräte oder Luftionisatoren vertrieben. Dabei sollen energiereiche Teilchen, reaktive Sauerstoffspezies (ROS), mit Luftschadstoffen wie Verbindungen, die in Zigarettenrauch vorhanden sind, zu gesundheitlich unbedenklichen Produkten abreagieren.

#### Kritik an Luftreinigern
Bei Luftionisatoren kann die prozessbedingte Entstehung von Ozon (O3) nicht vermieden werden. Ozon ist jedoch instabil und deshalb extrem reaktiv. Beim Zerfall in ein Sauerstoffmolekül (O2) und ein O-Atom entstehen freie Radikale, die Reaktionen mit anderen Molekülen eingehen können. Es wird daher davon abgeraten, solche Produkte zur Geruchsbeseitigung oder zum Beispiel zur „Säuberung“ verrauchter Räume zu verwenden, da dadurch noch schädlichere Verbindungen entstehen können, als in Zigarettenrauch ohnehin vorhanden sind.

### Geruchsneutralisierer
Ebenfalls von den hier beschriebenen Lufterfrischern abzugrenzen sind Geruchsneutralisierer oder Geruchsabsorber, dessen Formulierungen auf Cyclodextrinen basieren. Diese können aufgrund ihrer Hohlraumstruktur Einschlussverbindungen mit Geruchsmolekülen bilden und sollen damit unangenehme Gerüche aus der Luft einfangen.

## Inhaltsstoffe
Es gibt ein breites Spektrum von Lufterfrischertypen, die auf verschiedene Art und Weise zusammengesetzt sind. Die Duftwirkung wird durch die Zusetzung von ätherischen Ölen oder synthetisch hergestellten Duftstoffen, sogenannten Riechstoffen, erzielt. Beispiele hierfür sind Hydroxycitronellal und Lyral.
Bei Sprays kommen Treibgase zum Einsatz, wobei es sich um flüchtige organische Verbindungen, z. B. Propan und Butan handelt. Als Lösungsmittel dienen beispielsweise Mineralöl, Glycolether und Phthalate. Flüssige Lufterfrischer bestehen häufig zum großen Teil aus wässriger Chlorophyllösung. Daneben sind anionische und nichtionische Tenside enthalten, ebenso wie Desinfektionsmittel mit Calciumphosphat, Talk und Stearin.
Im Folgenden sind einige Beispiele für in Lufterfrischern enthaltene ätherische Öle mit ihren INCI-Namen und enthaltenen Duftstoffen gelistet.

### Ätherische Öle
| Name                    | Bezeichnung nach INCI                              | Enthaltene Duftstoffe                                                               |
| ----------------------- | -------------------------------------------------- | ----------------------------------------------------------------------------------- |
| Zitronen- und Orangenöl | Citrus Limon Peel Oil, Citrus Aurantium Dulcis Oil | Limonen, Pinene, Terpinene                                                          |
| Eucalyptusöl            | Eucalyptus Globulus Oil                            | 1,8-Cineol                                                                          |
| Lavendelöl              | Lavendula Angustifolia Oil                         | Linalool, Ocimene, Terpinen-4-ol                                                    |
| Nelkenöl                | Eugenia Caryphyllus Leaf Oil                       | Eugenol                                                                             |
| Pfefferminzöl           | Menta Piperita Oil                                 | Menthol                                                                             |
| Teebaumöl               | Melaleuca Alternifolia Oil                         | Terpinene, Terpen-Alkohole, Pinene, Myrcen, Phellandren, Cymen, Limonen, 1,8-Cineol |
| Zimtöl                  | Cinnamomum Cassia Oil                              | Cinnamal                                                                            |

## Anwendungssysteme
Lufterfrischer lassen sich in Abhängigkeit von ihrem Gebrauch in drei Gruppen einteilen: Produkte mit Sofortwirkung, energieunterstützte Produkte und Produkte mit Dauerwirkung. Innerhalb dieser Gruppen kommen unterschiedliche Systeme zum Einsatz, die jedoch auf dem gleichen Wirkprinzip basieren.

### Produkte mit Sofortwirkung

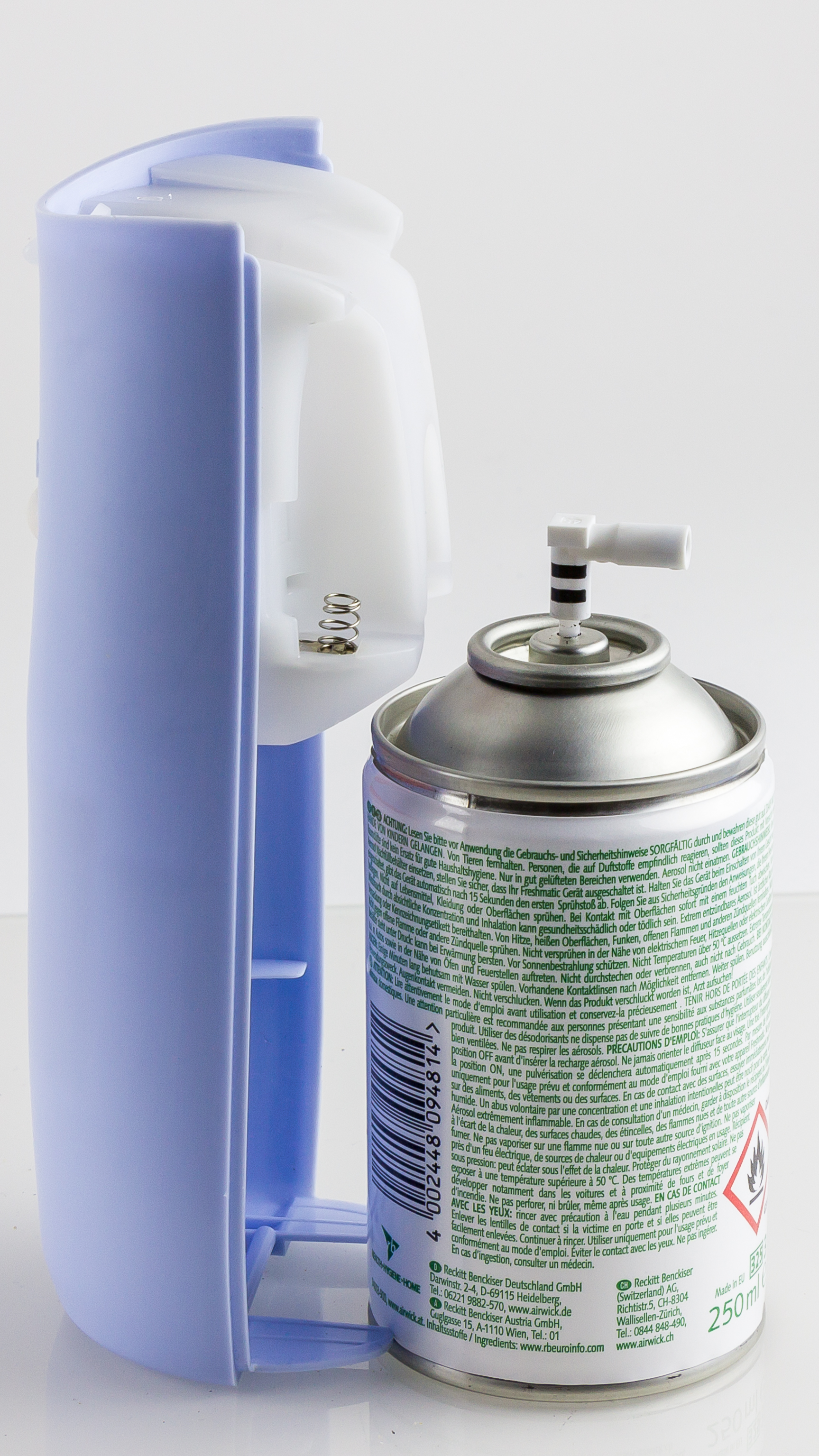
Lufterfrischer in einer Sprühdose

Bei diesen Produkten wird eine parfümhaltige Formulierung durch Treibgas oder durch einen mechanischen Vorgang in sehr kleine Partikel zerstäubt. Dabei wird mit sofortiger Wirkung eine Freigabe der Stoffe mit hoher Duftintensität gewährleistet. Die Wirkungsdauer beschränkt sich normalerweise auf etwa 30 Minuten.
Typische Ausführungsformen dieser Produkte sind:
- Sprühdosen und Pumpsprays
- Zerstäuber

### Energieunterstützte Produkte
Energieunterstützte Produkte zur Lufterfrischung sind mit einer inneren oder äußeren Energiequelle verknüpft. Dies ermöglicht z. B. eine höhere Duftintensität, eine kontrollierte Parfümfreigabe und eine kontinuierliche Wirkung der Produkte.
Typische Ausführungsformen sind:
- Mit Gel oder Flüssigkeit gefüllte Elektroverdampfer
- Parfümierte Kerzen
- Staubsauger-Deos
- Duftringe für elektrische Glühbirnen
- Raumbedufter in elektrischen Ventilatoren

### Produkte mit Dauerwirkung
Bei Lufterfrischern mit Dauerwirkung wird ein Parfüm oder eine parfümierte Mischung von einem aktiven Trägermaterial aufgenommen, sodass das Parfüm in einem bestimmten Maß kontinuierlich verdunstet. Die Intensität des Dufts ist als niedrig bis mittel einzustufen und wird als permanenter Dufthintergrund wahrgenommen. Die Wirkungsdauer beträgt im Allgemeinen ein bis drei Monate. Faktoren wie Raumtemperatur, Luftfeuchtigkeit und Luftaustausch haben einen Einfluss auf die Wirkung dieser Produkte.
Mögliche Trägermaterialien sind:
- Papier, Blätter oder Holz
- Poröse Keramik
- Geformter Gips

Eine weitere Möglichkeit ist die Versiegelung von Parfümöl in einem Polymerfilm, durch den die Duftstoffe kontrolliert diffundieren. Außerdem lässt sich Parfüm in ein auf Wasser oder Lösungsmitteln basierendes Gel einbringen, wobei Wasser und Parfüm kontrolliert verdunsten und durch das Schrumpfen der Gelmasse der Verbrauch angezeigt wird.

## Toxikologie
Einige der verwendeten ätherischen Öle sind allergisierend und wirken in hoher Dosis toxisch, was insbesondere für Eukalyptus- und Pfefferminzöl gilt. Außerdem können die Inhaltsstoffe von Lufterfrischern mit dem Ozon aus der Luft zu sekundären Schadstoffen, wie Formaldehyd, Benzol und Ultrafeinstaub reagieren. Beispielsweise kann die Reaktion von d-Limonen und Ozon zur Bildung von Formaldehyd führen. Durch Ultrafeinstaub können das Atemwegssystem, das zentrale Nervensystem und das Immunsystem beeinträchtigt werden. Die ablaufenden Reaktionen können nur bedingt vorhergesagt werden, da sie von den jeweilig verwendeten Lufterfrischern und den individuellen Innenraumbedingungen abhängen. Es konnte zudem eine signifikante Korrelation zwischen der regelmäßigen Nutzung von Lufterfrischern und damit zusammenhängender Aussetzung flüchtiger organischer Verbindungen mit physischen und psychischen Problemen bei Kindern und ihren Müttern festgestellt werden.

## Kritik an Lufterfrischern
Bei regelmäßigen Untersuchungen zahlreicher Proben verschiedener Lufterfrischer wurden fehlende Angaben der Inhaltsstoffe, vor allem die von sensibiliserenden Duftstoffen, kritisiert. Ebenso wurden das Fehlen von Gefahrenhinweisen/-symbolen beanstandet. Aufgrund des möglichen Gesundheitsrisikos, welches aus den oben genannten toxikologischen Aspekten resultiert, wird häufig von der Nutzung von Lufterfrischern, insbesondere solchen, die flüchtige organische Verbindungen enthalten, abgeraten.